# Wildstroperij

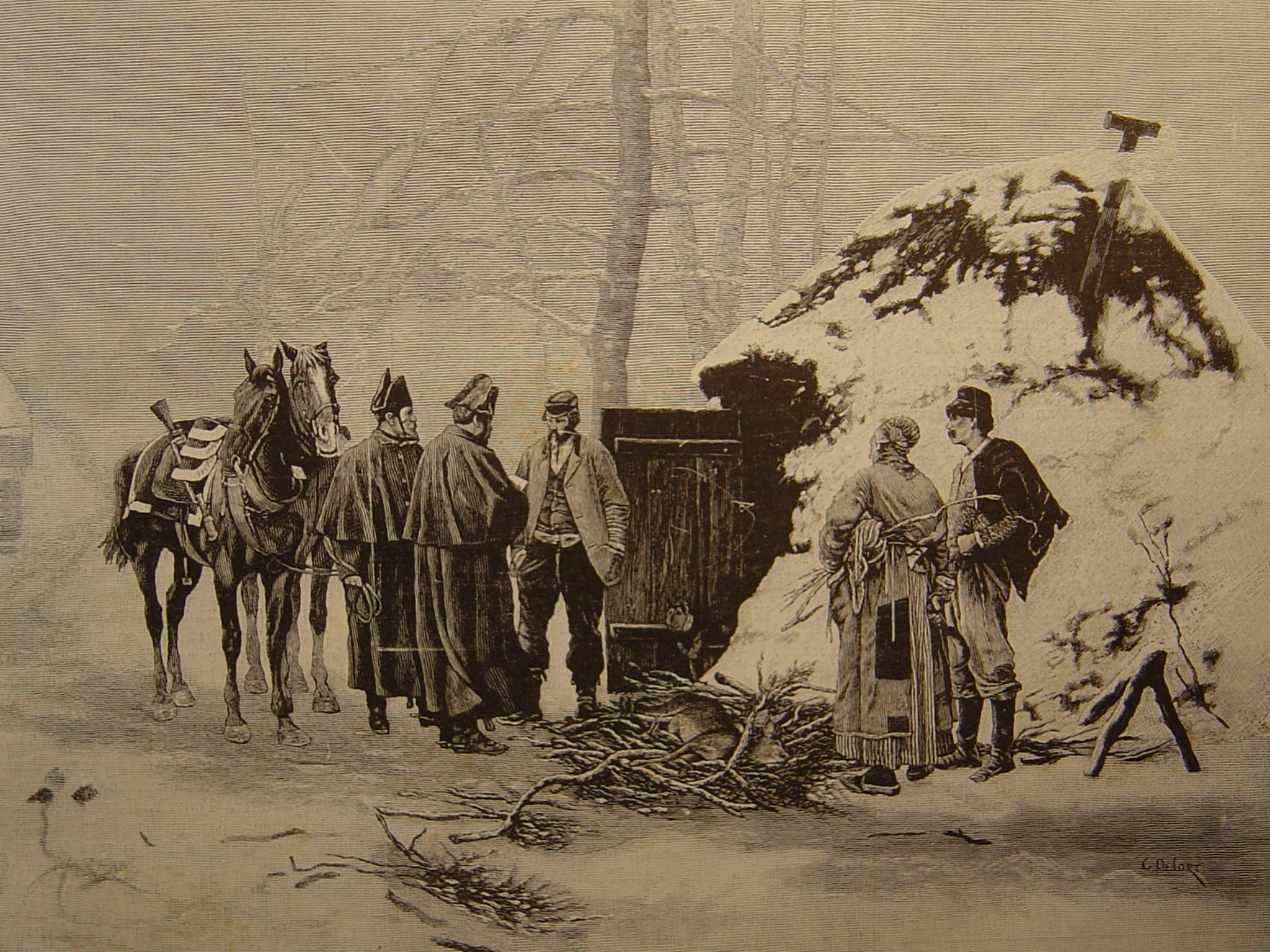
Franse stroper betrapt door marechaussee (1881)

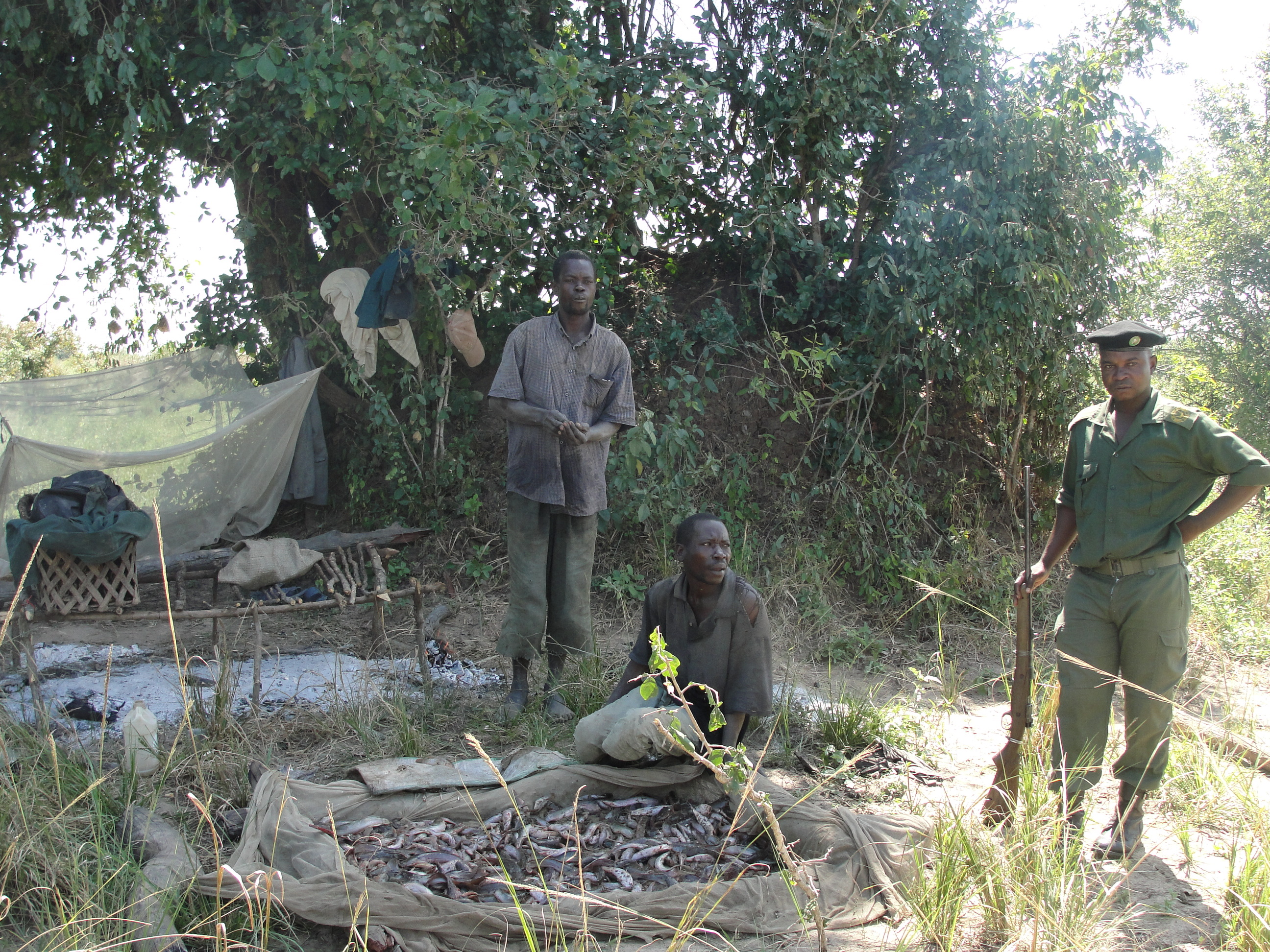
Visstropers betrapt in het nationaal park van de rivier Luangwa in Zambia (2010)

Wildstroperij is het illegaal, zonder akte of vergunning jagen of vissen.
Het wederrechtelijk, dus zonder jachtakte of benodigde vergunningen of ontheffingen, doden, verwonden, vangen, bemachtigen of met het oog daarop opsporen van dieren wordt als stroperij aangemerkt.

## Vormen van wildstroperij
Veel voorkomende vormen van wildstroperij zijn:
Met wildstrikEen wildstrik wordt veelal gemaakt van ijzerdraad. Door het ijzerdraad van een vanglus te voorzien krijgt men een strik die geschikt is voor het vangen van dieren. Het dier komt door (langzame) verstikking aan zijn uiteindelijke dood.
Met fretFretteren is een vorm van jagen waarbij gebruikgemaakt wordt van fretten en buidels (zakken of netten). De fret jaagt de prooi (een konijn) uit zijn hol waarna het gevangen wordt in de buidel.
Met lange hondenLange honden zijn over het algemeen windhonden zoals Greyhound, Whippet, Italiaanse windhond, of Afghaanse windhond. Ze zijn door de hoge snelheid in staat om een haas of een konijn te achtervolgen en deze te vangen en doden, maar zijn ze in de praktijk door hun bouw niet geschikt voor jachtvelden met prikkeldraad en dekking.
Met lichtbakEen lichtbak is niets anders dan een zeer sterke lichtbron (soms een krachtige zaklamp) waarmee men het wild kan opsporen. Doordat het wild in het donker wordt verblind door het sterke licht blijft het meestal stilzitten. Voor een stroper met geweer of met de inzet van een lange hond is het vervolgens eenvoudig om het dier te bemachtigen.
Met geweerIedereen die in een veld een geweer voorhanden heeft, en daaronder wordt ook een luchtdrukgeweer verstaan, en geen jachtakte kan tonen is wettelijk gezien een stroper.
Met mistnetEen mistnet is een zeer dun fijnmazig net. Het is een verboden vangmiddel dat specifiek bestemd is voor het vangen van vogels. Ook het bezit van een dergelijk mistnet is strafbaar. Een mistnet is vrijwel onzichtbaar. Door een dergelijk net te plaatsen in een vogelrijk gebied kan men grote hoeveelheden vogels vangen. De gevangen vogels worden vaak verhandeld.
Mistnetten worden legaal gebruikt door vogeltrekstations om vogels te kunnen ringen.
Met lijmstokLijmstokken worden ingezet voor het vangen van kleine vogels. Deze kleverige stokjes worden in de grond gestoken op een plaats waar ook voedsel aanwezig is. Wanneer de vogels van het voedsel komen eten, plakken de lijmstokken vast aan het verenkleed waardoor ze niet meer kunnen wegvliegen.

## Nederland
Wildstroperij is in Nederland een overtreding van bepalingen in de Wet natuurbescherming. De strafbaarstelling ervan is geregeld in de Wet op de economische delicten. De rechter kan hierdoor extra zware straffen opleggen aan mensen die zich schuldig hebben gemaakt aan deze vorm van diefstal.
Het gebruik van 'lange honden' is in Nederland ook met jachtakte niet toegestaan.